# Джафаров, Фаиг Илахи оглы
 Фаиг Илахи оглы Джафаров  (азерб. Faiq İlahi oğlu Cəfərov; 10 января 1940 — 30 января 2008) — азербайджанский учёный, доктор медицинских наук, профессор, член-корреспондент НАН Азербайджана.

## Биография
Фаиг Джафаров родился 10 января 1940 года в селе Нювади Мегринского района Армянской ССР. Окончил лечебный факультет Азербайджанского медицинского института.
Профессор кафедры нормальной физиологии Азербайджанского медицинского университета, Фаиг Джафаров в 2001 году был избран член-корреспондентом НАНА.
Академик Международной Академии Наук (Мюнхен), Академик Лондонской Дипломатической Академии.

## Научная деятельность
Фаиг Джафаров изучал роль эндогенных опиодных пептидов в процессе формирования и реализации мотиваций и эмоций. Им были определены состояние специфических центрально-периферических нарушений при разрушении мотивациогенных структур мозга; роль опиодных пептидов после разрушения этих структур. Выявлены мотивациогенные, интегрирующие свойства этих пептидов в процессе компенсации.
Джафаров Фаиг — автор 150 опубликованных научных работ.

### Избранные научные труды
- Джафаров Ф. И.. Голод, жажда. Физиологические механизмы. — Баку: Тэбиб, 1988. — 90 с.

- Джафаров Ф. И.. Физиология человека. — Баку: Тэбиб, 1997. — 940 с.

- Джафаров Ф. И.. Бета-липотропин и бета-эндорфин в центральных механизмах компенсации синдромов разрушения латеральной и аркуатной областей гипоталамуса. — Москва, 1990. — 38 с. Архивировано 6 марта 2016 года.

- Джафаров Ф. И.. Дозозависимые эффекты действия бета-липотропина на центральные механизмы компенсации синдромов разрушения латеральной области гипоталамуса (недоступная ссылка — история) // Азербайджанский медицинский журнал. — 1990. — С. 3—6.
- Джафаров Ф. И., Аскеров А. А. Метод определения суточного диуреза у животных при хронических экспериментах (недоступная ссылка — история) // Азербайджанский медицинский журнал. — 1990. — С. 60—61.

- Джафаров Ф. И.. Бета-липотропин и бета-эндорфин при гипоталамическом синдроме (недоступная ссылка — история) // Патологическая физиология и экспериментальная терапия. — 1990. — С. 9—12.